# Greven rechts der Ems

Gemeindewappen

Greven rechts der Ems war von 1894 bis 1952 eine Gemeinde im damaligen Landkreis Münster in der Provinz Westfalen bzw. ab 1946 in Nordrhein-Westfalen. Die Gemeinde umfasste das rechts der Ems gelegene Umland der Stadt Greven. Ihr Gebiet gehört heute zur Stadt Greven im Kreis Steinfurt.

## Geografie

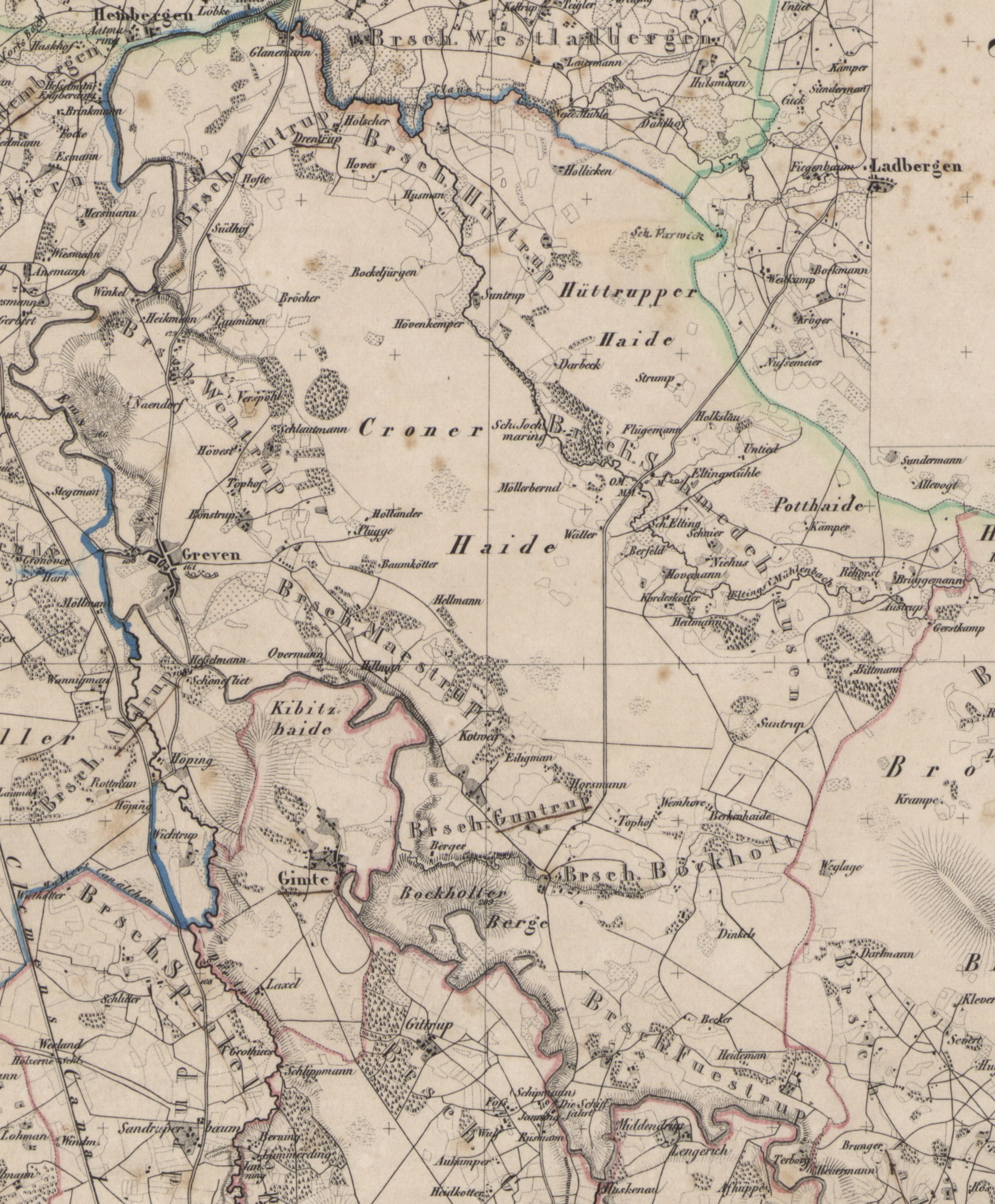
Die Gemeinde Greven rechts der Ems mit den zugehörigen Bauerschaften im 19. Jahrhundert

Die Gemeinde Greven rechts der Ems besaß zuletzt eine Fläche von 79 km². Sie bestand aus den Bauerschaften  Bockholt, Fuestrup, Guntrup, Hüttrup, Maestrup, Pentrup, Schmedehausen und Wentrup.

## Geschichte
Die Gemeinde wurde am 1. Oktober 1894 aus ländlichen Teilen der Stadt Greven gebildet und dem Amt Greven zugeordnet. Im Vorgriff auf die bevorstehende Auflösung des Amtes Greven wurde die Gemeinde am 10. August 1952 wieder in die Stadt Greven eingegliedert.

## Einwohnerentwicklung
| Jahr | Einwohner | Quelle |
| ---- | --------- | ------ |
| 1895 | 1766      | [ 1 ]  |
| 1910 | 1813      | [ 3 ]  |
| 1925 | 2089      | [ 4 ]  |
| 1933 | 2287      | [ 4 ]  |
| 1939 | 2231      | [ 4 ]  |
| 1950 | 2988      | [ 1 ]  |